# Metoda decylowa
Metoda decylowa – jeden ze sposobów mierzenia nierówności dochodowych społeczeństwa. Polega ona na podziale społeczeństwa według poziomu zamożności (stworzeniu grup), a następnie na określeniu jaki procent całkowitego dochodu trafia do danej grupy.

## Opis
W metodzie tej dzieli się społeczeństwo na dziesięć grup. Pierwszą  grupę decylową stanowi 10% osób o najniższych dochodach, a grupę dziesiątą − 10% osób o najwyższych dochodach. 
Porównując krańcowe rozpiętości decylowe można uzyskać rozpiętości dochodowe. Przykładowo w roku 1990 najniższa 10% grupa dochodowa miała udział w dochodach ogółem w wysokości 4% zaś w roku 2001 już tylko 2%, a zatem udział tej najuboższej grupy zmniejszył się o połowę. Natomiast najwyższa grupa dochodowa, czyli dziesiąty decyl, miała 21% udziału w dochodach ogółem w 1990, a 2001 około 26%.